# Dona Francisca
Dona Francisca is een gemeente in de Braziliaanse deelstaat Rio Grande do Sul. De gemeente telt 3.593 inwoners (schatting 2009).

## Aangrenzende gemeenten
De gemeente grenst aan Agudo, Faxinal do Soturno, Nova Palma, Restinga Sêca en São João do Polêsine.